# Liparetrus concolor
Liparetrus concolor är en skalbaggsart som beskrevs av Wilhelm Ferdinand Erichson 1842. Liparetrus concolor ingår i släktet Liparetrus och familjen Melolonthidae. Inga underarter finns listade i Catalogue of Life.